# مانياجو
مانياجو، هي بلدة ومدينة تقع في فريولي فينيتسيا جوليا (شمال شرق إيطاليا )، في مقاطعة بوردينوني السابقة. انها معروفة اليوم بشكل أساسي بإنتاجها للشفرات الفولاذية التي يستخدمها كبار منتجي السكاكين والمقصات والمجزات التي يتم تصديرها إلى جميع أنحاء العالم.

## الاشخاص
- أنطونيو سينتا
- جيان انطونيو سيلفا
- كونت فالنتينيس

## روابط خارجية
- باللغة الإيطالية Homepage of the city
- باللغة الإيطالية Online forum dedicated to Maniago and surroundings